# Lingua satawalese
La lingua satawalese è una lingua micronesiana parlata negli Stati Federati di Micronesia. 

## Distribuzione geografica
Secondo l'edizione 2009 di Ethnologue, la lingua è parlata da 460 persone nell'atollo di Satawal, nello stato federato di Yap.